# E.H. Carr
Edward Hallett (E. H.) Carr född 28 juni 1892 i London, död 5 november 1982, var en brittisk historiker som specialiserade sig på Sovjetunionens historia, och gjorde sig bemärkt när han kritiserade empirismen i historiografin med sin bok What is History? (1961).
Carr är också känd för sitt bidrag till statsvetenskaplig teori, främst inom disciplinen internationella relationer ("international relations"), där han anses som en förgrundsfigurerna inom riktningen politisk realism ("political realism"). Hans bok The Twenty Years' Crisis (1939) anses som ett tidigt banbrytande arbete inom denna idériktning.